# Los Gobbi
Los Gobbi fue un dúo musical argentino formado en 1905, integrado por la cantante, actriz y bailarina chilena Flora Rodríguez de Gobbi y su esposo, el músico y artista Alfredo Eusebio Gobbi. El dúo tuvo mucho éxito en las décadas iniciales del tango, durante la llamada Guardia Vieja, grabando gran cantidad de discos en Argentina, Europa y Estados Unidos, por los que fueron conocidos como Los Reyes del Gramófono. Flora Gobbi fue la primera cantante en grabar tangos en 1905 y una de las fundadoras de la cancionística del tango. 
El hijo de ambos, Alfredo Gobbi, fue también un famoso músico de tango en la década de 1940.

## Biografía
Flora Rodríguez y Alfredo E. Gobbi se conocieron en Buenos Aires a comienzos del siglo XX. En 1905 se casaron y formaron el dúo Los Gobbi. Desde entonces ambos se especializaron en actuaciones musicales cómicas, en las que interpretaban canciones camperas y tangos, en el momento en que el tango estaba en formación.
Fueron uno de los primeros artistas argentinos en grabar cilindros para fonógrafo y discos para gramófono, y por el éxito obtenido y la cantidad grabada en las dos primeras décadas del siglo XX se presentaban como "Los Reyes del Gramófono". Entre los autores que grabaron se encuentran canciones de Ángel Villoldo, Eugenio G. López, Diego Munilla, Francisco Romeral y Saúl Salinas.
Los Gobbi viajaron por toda América y Europa difundiendo internacionalmente el tango.

## Relaciones familiares
Su hijo, Alfredo Gobbi, fue también un célebre director de orquesta de tango.